# Roche-Charles-la-Mayrand
Roche-Charles-la-Mayrand ist eine französische Gemeinde mit 40 Einwohnern (Stand 1. Januar 2022) im Département Puy-de-Dôme in der Region Auvergne-Rhône-Alpes (vor 2016 Auvergne). Sie gehört zum Arrondissement Issoire und zum Kanton Brassac-les-Mines (bis 2015 Kanton Ardes).

## Geografie
Roche-Charles-la-Mayrand liegt etwa 24 Kilometer südwestlich von Issoire am Ostabhang des Zentralmassivs. Das Gemeindegebiet wird vom Flüsschen Sault durchquert. Roche-Charles-la-Mayrand wird umgeben von den Nachbargemeinden Valbeleix im Norden und Nordwesten, Chassagne im Norden und Nordosten, Dauzat-sur-Vodable im Nordosten, La Chapelle-Marcousse im Osten, Mazoires im Süden und Südosten, Saint-Alyre-ès-Montagne im Süden und Südwesten sowie Compains im Westen.

## Geschichte
1976 wurden die Gemeinden La Mayrand und Roche-Charles zusammengelegt.

## Weblinks

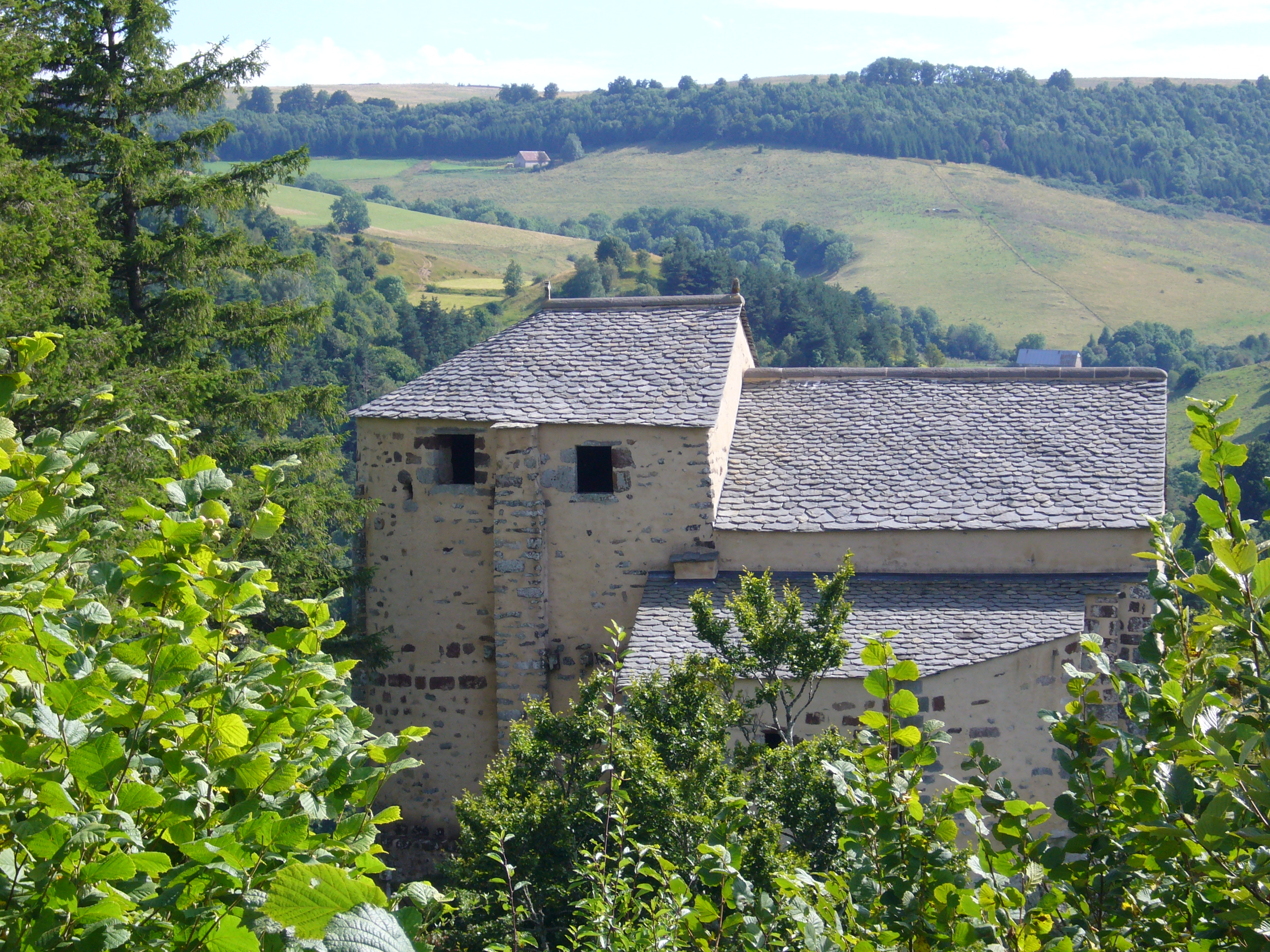
Kirche Saint-Roch

## Bevölkerungsentwicklung
| Jahr                       | 1962 | 1968 | 1975 | 1982 | 1990 | 1999 | 2006 | 2013 |
| Einwohner                  | 86   | 67   | 99   | 70   | 74   | 55   | 52   | 47   |
| Quellen: Cassini und INSEE |      |      |      |      |      |      |      |      |

## Sehenswürdigkeiten
- Kirche Saint-Roch